# Puppet Master

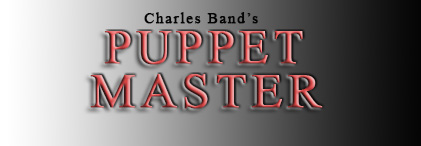
Logo della serie

Puppet Master è una saga di film horror che ha come protagonista il burattinaio Andre Toulon.
Il primo film è stato ideato e scritto da Charles Band, poi la saga sarà diretta da vari registi.
Di questa saga fanno parte i seguenti film:
- Puppet Master - Il burattinaio (Puppet Master), regia di David Schmoeller (1989)
- Puppet Master II (Puppet Master II: His Unholy Creations), regia di Dave Allen (1990)
- Puppet Master III: Toulon's Revenge, regia di David DeCoteau (1991)
- Il ritorno dei giocattoli assassini (Puppet Master 4: The Demon), regia di Jeff Burr (1993)
- Giocattoli assassini - Scontro finale (Puppet Master 5: The Final Chapter), regia di Jeff Burr (1994)
- Curse of the Puppet Master, regia di David DeCoteau (1998)
- Retro Puppet Master, regia di David DeCoteau (1999)
- Puppet Master: The Legacy, regia di Charles Band (2003)
- Puppet Master vs. Demonic Toys, regia di Ted Nicolaou (2004) - crossover con Giocattoli infernali.
- Puppet Master: Axis of Evil, regia di David DeCoteau (2010)
- Puppet Master X: Axis Rising, regia di Charles Band (2012)
- Puppet Master: Axis Termination, regia di Charles Band (2017)
- Puppet Master: The Littlest Reich, regia di Sonny Laguna e Tommy Wiklund (2017)
- Blade: The Iron Cross, regia di John Lechago (2020) - spin-off di Puppet Master: Axis Termination
- Puppet master: Doktor Death, regia di Dave Parker (2022) - spin-off di Retro Puppet Master